# Старая Потловка
Старая Потловка (Потолово, Потуловка, Тугушево) — село, расположенное в Колышлейском районе Пензенской области. Административный центр Потловского сельсовета.

## География
Старая Потловка находится в 66 км от города Пензы и в 9 км от районного центра Колышлей и одноимённой железнодорожной станции, на правом берегу Хопра.

## История
- До 1718 — основание села. Основатель — дворянин К. М. Потолов, от фамилии которого и произошло название села.
- 2-я половина XIX века — село принадлежало М. И. Любавскому. Впоследствии хозяйкой Старой Потловки стала его дочь, Надежда Михайловна Рихтер.
- Конец XIX — начало XX века — возрастание известности села благодаря образовательному комплексу, действующему в нём.
- 1901 год — постройка храма Святой Аллы.
- В 1902 году в Потловке было организовано церковно-школьное Братство во имя святого благоверного князя Александра Невского. Оно помогало богадельне, которая заботилась о престарелых людях из окрестных селений и о раненых солдатах. Также это братство помогало церкви-школе Святой Аллы.
- 1911 год — открытие бюста-памятника императору Александру II, воссоздание которого планируется в 2021 г. к 160-летию отмены крепостного права
- 1917 год — в селе проживал епископ Леонтий (фон Вимпфен)
- 1918 год — национализация имения Н. М. Рихтер

## Население
| 1747 | 1795 | 1859 | 1911 | 1926 | 1939 | 1959 |
| ---- | ---- | ---- | ---- | ---- | ---- | ---- |
| 96   | ↗312 | ↗327 | ↘159 | ↗235 | ↘189 | ↗253 |
| 1979 | 1989 | 2002 | 2010 |      |      |      |
| ↗431 | ↗552 | ↗587 | ↗666 |      |      |      |

## Достопримечательности

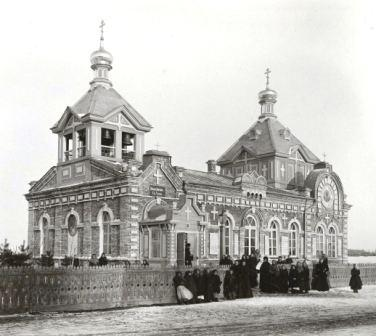
Храм Святой Аллы

- Храм Святой Аллы, построенный в 1901 году, — единственный храм, названный в честь Аллы Готфской. Построен Н. М. Рихтер после смерти её пятилетней дочери Аллы. В настоящее время храм реставрируется на частные пожертвования, без участия государства и корпоративных спонсоров.
- Действующая в настоящее время школа, построенная Н. М. Рихтер более 125 лет назад.
- Хозяйственные постройки усадьбы Рихтер: деревянный амбар, в котором создается сельский музей; кирпичный амбар, в котором временно размещена приходская ферма храма св. Аллы; погреб.
- Фундаменты сгоревшего в 2015 г. усадебного дома Н. М. Рихтер. В 2020 г. собственником, Некоммерческим партнерством «Спасское дело», проведена их очистка и консервация.
- Усадебный парк с «Аленькиным прудиком» и островком. В 2020 г. произведена очистка парка от сорняка и завалов. В 2022 г. запланирована реконструкция пруда и начало воссоздания беседки и мостика
- Бывшая совхозная территория, основная часть которой вошла в участок под сад-питомник, приобретенный в 2020 г. Храмом св. Аллы. Запланировано создание приходского сада имени Н. М. Рихтер
- Бывшая совхозная столовая, «Мрамор-хаус» — реконструируемый дом попечителей храма св. Аллы. Пристроен фасад в классическом стиле по проекту архитектора О. Р. Протоповича